# Brandon Montour
Brandon Montour (* 11. April 1994 in Brantford, Ontario) ist ein kanadischer Eishockeyspieler, der seit Juli 2024 bei den Seattle Kraken aus der National Hockey League unter Vertrag steht. Mit den Florida Panthers gewann er in den Playoffs 2024 den Stanley Cup. Zuvor war der Verteidiger in der NHL bereits für die Anaheim Ducks und die Buffalo Sabres aktiv.

## Karriere
Montour spielte während seiner Juniorenzeit zwischen 2010 und 2013 zunächst bei unterklassigen Teams in der Greater Ontario Junior Hockey League (GOJHL). Dort lief er zwei Jahre für die Brantford Eagles und anschließend ein Jahr für die Caledonia Corvairs auf. Zur Saison 2013/14 wechselte der Verteidiger in die United States Hockey League (USHL) zu den Waterloo Black Hawks. Dort absolvierte er mit 62 Scorerpunkten in 60 Partien ein herausragendes Spieljahr, an dessen Ende er unter anderem zum besten Spieler der Liga gewählt wurde. Im Finale um den Clark Cup unterlagen die Black Hawks allerdings den Indiana Ice. Montour selbst war mit 16 Punkten bester Scorer der Playoffs. Nach der Spielzeit wurde der Kanadier im NHL Entry Draft 2014 in der zweiten Runde an 55. Stelle von den Anaheim Ducks aus der National Hockey League (NHL) ausgewählt.

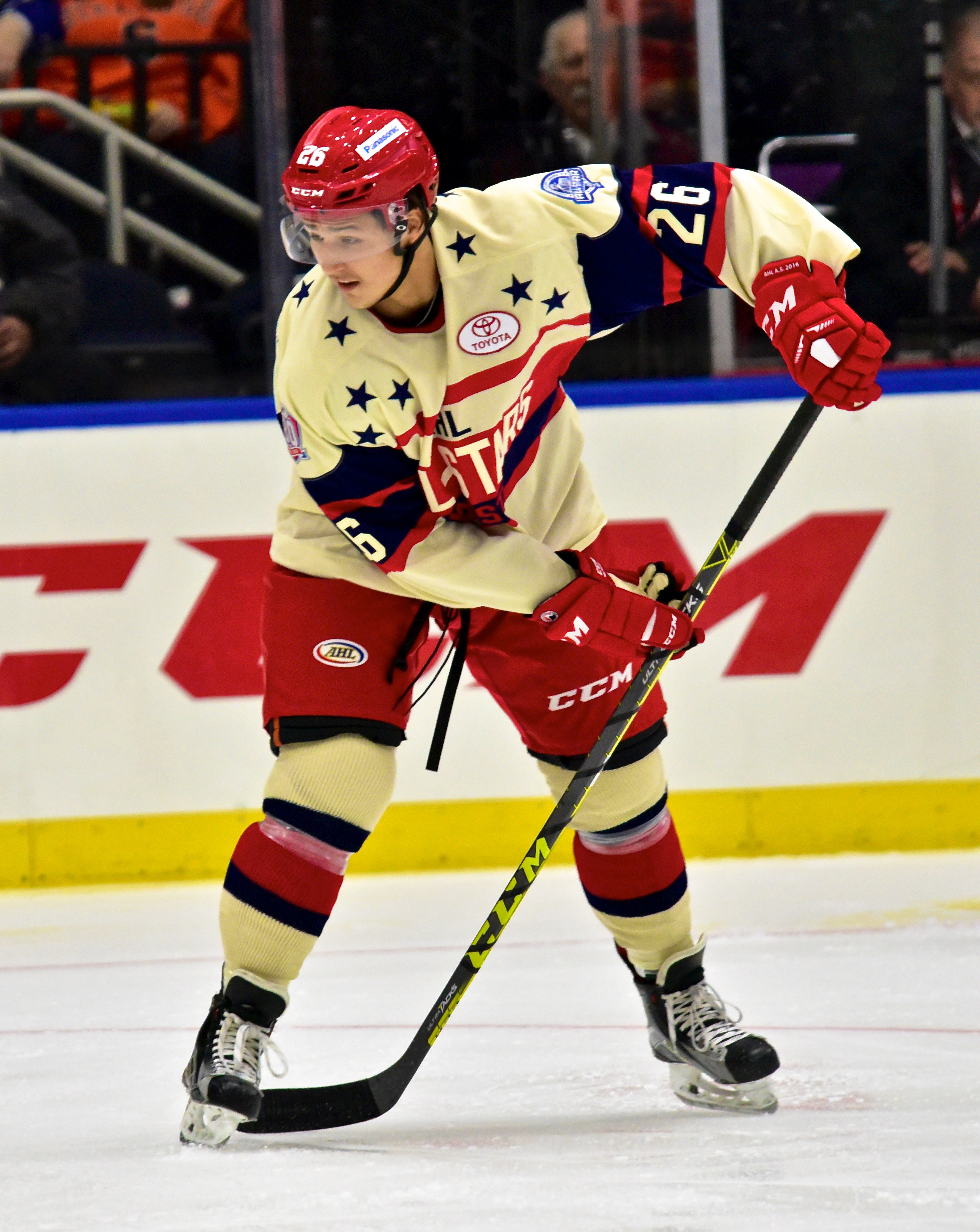
Montour beim AHL All-Star Classic 2016

Obwohl sich Montour bereits Anfang September 2013 für die Spielzeit 2014/15 an der University of Massachusetts Amherst verpflichtet hatte, begann er die Saison weiterhin im Trikot der Waterloo Black Hawks, da es Unstimmigkeiten aufgrund seiner Spielberechtigung im Spielbetrieb der National Collegiate Athletic Association (NCAA). Nachdem diese ausgeräumt waren und er in 17 Einsätzen für Waterloo 21 Punkte verbucht hatte, wechselte er an die Universität und spielte neben seinem Studium für die Eishockeymannschaft der Universität in der Hockey East. Die 21 Einsätze, in denen er 20 Scorerpunkte erzielte, reichten schließlich aus, um am Saisonende im All-Rookie Team der Hockey East zu stehen.
Nach Beendigung der Saison unterzeichnete der Kanadier im März 2015 schließlich einen Einstiegsvertrag bei den Anaheim Ducks, wodurch er sein Studium vorzeitig aufgab. Im restlichen Verlauf der Saison 2014/15 kam der Defensivakteur bei den Norfolk Admirals in der American Hockey League (AHL) zum Einsatz. Diese fungierten als Anaheims Farmteam. In 14 Einsätzen sammelte er dabei zehn Punkte und startete damit erfolgreich in seine Profikarriere. Die Spielzeit 2015/16 verbrachte Montour komplett bei den San Diego Gulls, Anaheims neuem Kooperationspartner in der AHL. Durch seine Ausbeute von 57 Punkten in 68 Begegnungen wurde er am Saisonende ins All-Rookie Team und First All-Star Team der Liga gewählt. Im Verlauf der Saison 2016/17 gab der Verteidiger Ende Dezember 2016 sein Debüt für die Ducks in der NHL, nachdem er zuvor ausschließlich für San Diego gespielt hatte. Mit Beginn der Spielzeit 2017/18 etablierte er sich schließlich in Anaheims NHL-Aufgebot und gehörte in der Folge zu den Leistungsträgern in der Defensive der Südkalifornier. Dennoch trennten sich die Ducks im Februar 2019 von ihm, als sie ihn im Tausch für Brendan Guhle und ein Erstrunden-Wahlrecht im NHL Entry Draft 2019 an die Buffalo Sabres abgaben.
In Buffalo war der Kanadier in der Folge knapp zwei Jahre aktiv, ehe er im April 2021 im Tausch für ein Drittrunden-Wahlrecht im NHL Entry Draft 2021 an die Florida Panthers abgegeben wurde. In Florida unterzeichnete er im Juli 2021 einen neuen Dreijahresvertrag mit einem durchschnittlichen Jahresgehalt von 3,5 Millionen US-Dollar. Anschließend steigerte er seine persönliche Offensivstatistik deutlich auf einen bisherigen Karriere-Bestwert von 73 Punkten aus 80 Partien, was zugleich einen neuen Franchise-Rekord für Verteidiger darstellte. Diesen hatte zuvor Keith Yandle mit 62 Punkten innegehabt. In den Playoffs 2023 erreichte er mit den Panthers das Endspiel um den Stanley Cup, unterlag dort allerdings den Vegas Golden Knights mit 1:4. In den folgenden Playoffs 2024 zog er mit dem Team erneut ins Finale ein und errang mit einem 4:3-Erfolg über die Edmonton Oilers nun auch den ersten Stanley Cup der Franchise-Geschichte.
Nach diesem Erfolg verließ Montour das Team im Sommer 2024 als Free Agent und unterzeichnete im Juli 2024 einen neuen Siebenjahresvertrag bei den Seattle Kraken, der ihm ein durchschnittliches Jahresgehalt von ca. 7,1 Millionen US-Dollar einbringen soll.

### International
Sein internationales Debüt im Trikot der kanadischen Nationalmannschaft feierte Montour bei der Weltmeisterschaft 2019 in der Slowakei, wo er mit der Mannschaft die Silbermedaille gewann. Anschließend gehörte er bei der Weltmeisterschaft 2025 abermals zum Aufgebot seines Heimatlandes.

## Erfolge und Auszeichnungen
| - 2014 Teilnahme am USHL All-Star Game - 2014 USHL Defenseman of the Year - 2014 USHL Player of the Year - 2014 USHL First All-Star Team - 2015 Hockey East All-Rookie Team - 2015 AHL-Rookie des Monats November | - 2016 Teilnahme am AHL All-Star Classic - 2016 AHL All-Rookie Team - 2016 AHL First All-Star Team - 2017 Teilnahme am AHL All-Star Classic - 2024 Stanley-Cup-Gewinn mit den Florida Panthers |

### International
- 2019 Silbermedaille bei der Weltmeisterschaft

## Karrierestatistik
Stand: Ende der Saison 2024/25

### International
Vertrat Kanada bei:
- Weltmeisterschaft 2019
- Weltmeisterschaft 2025

(Legende zur Spielerstatistik: Sp oder GP = absolvierte Spiele; T oder G = erzielte Tore; V oder A = erzielte Assists; Pkt oder Pts = erzielte Scorerpunkte; SM oder PIM = erhaltene Strafminuten; +/− = Plus/Minus-Bilanz; PP = erzielte Überzahltore; SH = erzielte Unterzahltore; GW = erzielte Siegtore; 1 Play-downs/Relegation; Kursiv: Statistik nicht vollständig)